# Панкратово (Сусанинский район)
Панкратово — упразднённая деревня в Сусанинском районе Костромской области. Входила в состав Андреевского сельского поселения. Упразднена в 2024 году.

## География
Находится в западной части Костромской области на расстоянии приблизительно 21 км на запад-северо-запад по прямой от районного центра поселка Сусанино у речки Андоба.

## История
В 1872 году здесь было учтено 14 дворов, в 1907 году здесь отмечено было 26 дворов.

## Население
| 2008 | 2010 | 2014 |
| ---- | ---- | ---- |
| 1    | ↘0   | →0   |

Постоянное население составляло 81 человек (1872 год), 106 (1897), 135 (1907), 0 как в 2002 году, так и в 2022.